# Агрест, Евгений Романович
Евгений Романович Агрест (род. 15 августа 1966, Витебск) — шведский шахматист, гроссмейстер (1997).
После распада СССР в 1994 году эмигрировал в Швецию. Звание гроссмейстера получил в 1997 году. Четырёхкратный чемпион Швеции по шахматам (1998, 2001, 2003 и 2004), трёхкратный чемпион Скандинавии (2001, совместно с Артуром Коганом, 2003 совместно с Куртом Хансеном и в 2005). Играл за сборную Швеции на 8-и шахматных Олимпиадах (1998—2010, 2014) и 5-и командных чемпионатов Европы (1999—2007).

## Изменения рейтинга
| Графики недоступны из-за технических проблем. См. информацию на Фабрикаторе и на mediawiki.org. |